# Hippotion celerio
Hippotion celerio (cunoscută și ca molia sfinx a vinului sau molia sfinx cu dungi argintii) este o specie de molie din familia Sphingidae. 

## Răspândirea speciei
Poate fi întâlnită în Africa, Europa de Sud, Asia Centrală și de Sud și Australia.

Răspândirea speciei

## Aspect
Corpul și aripile superioare ale moliilor adulte sunt verzi sau ocru. Conțin puncte și dungi argintii, și o linie mare argintie și oblică. Aripile inferioare sunt roșii în colțul aripii, și roz spre partea apropiată de corp.

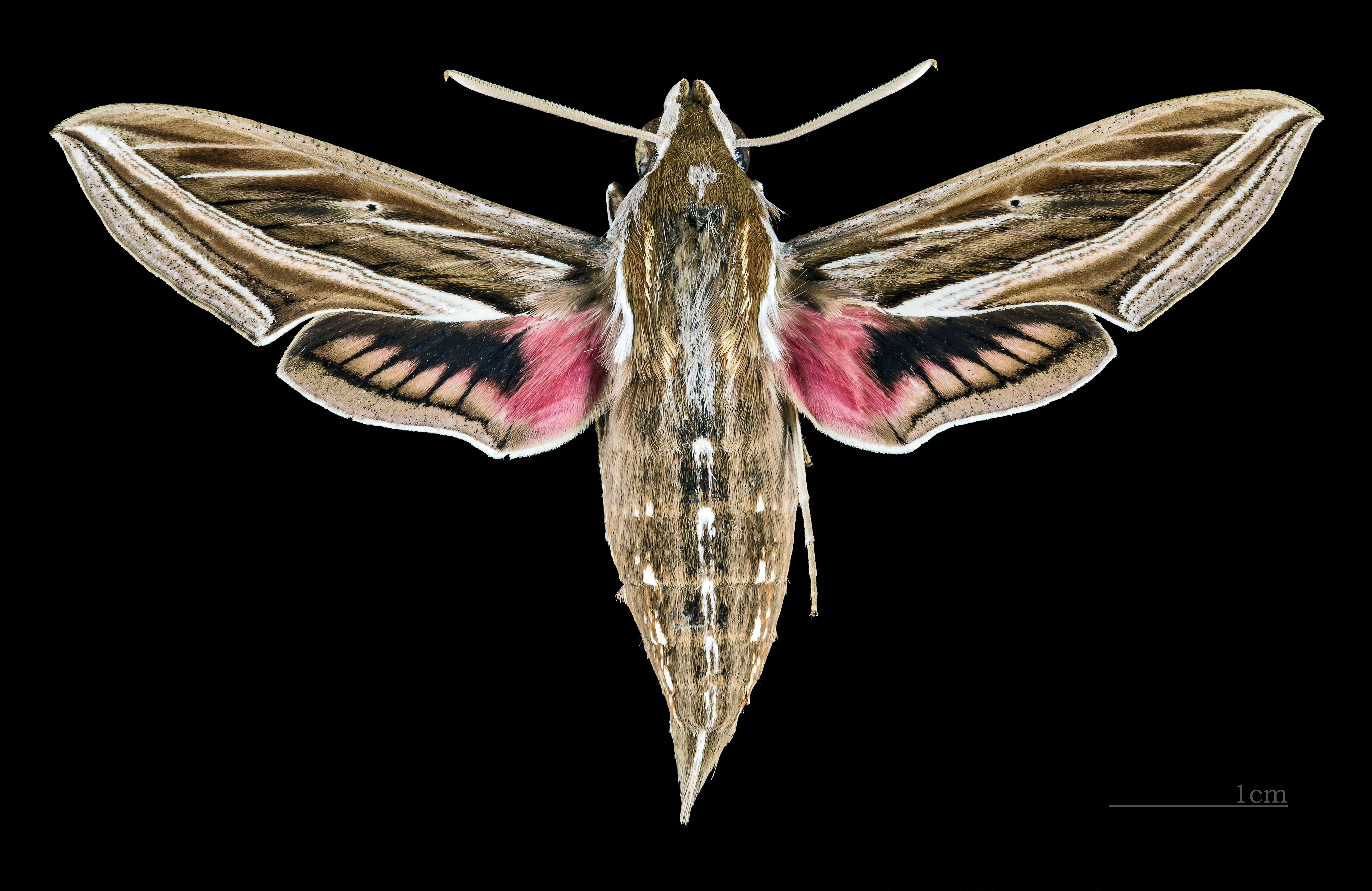
Hippotion celerio ♂
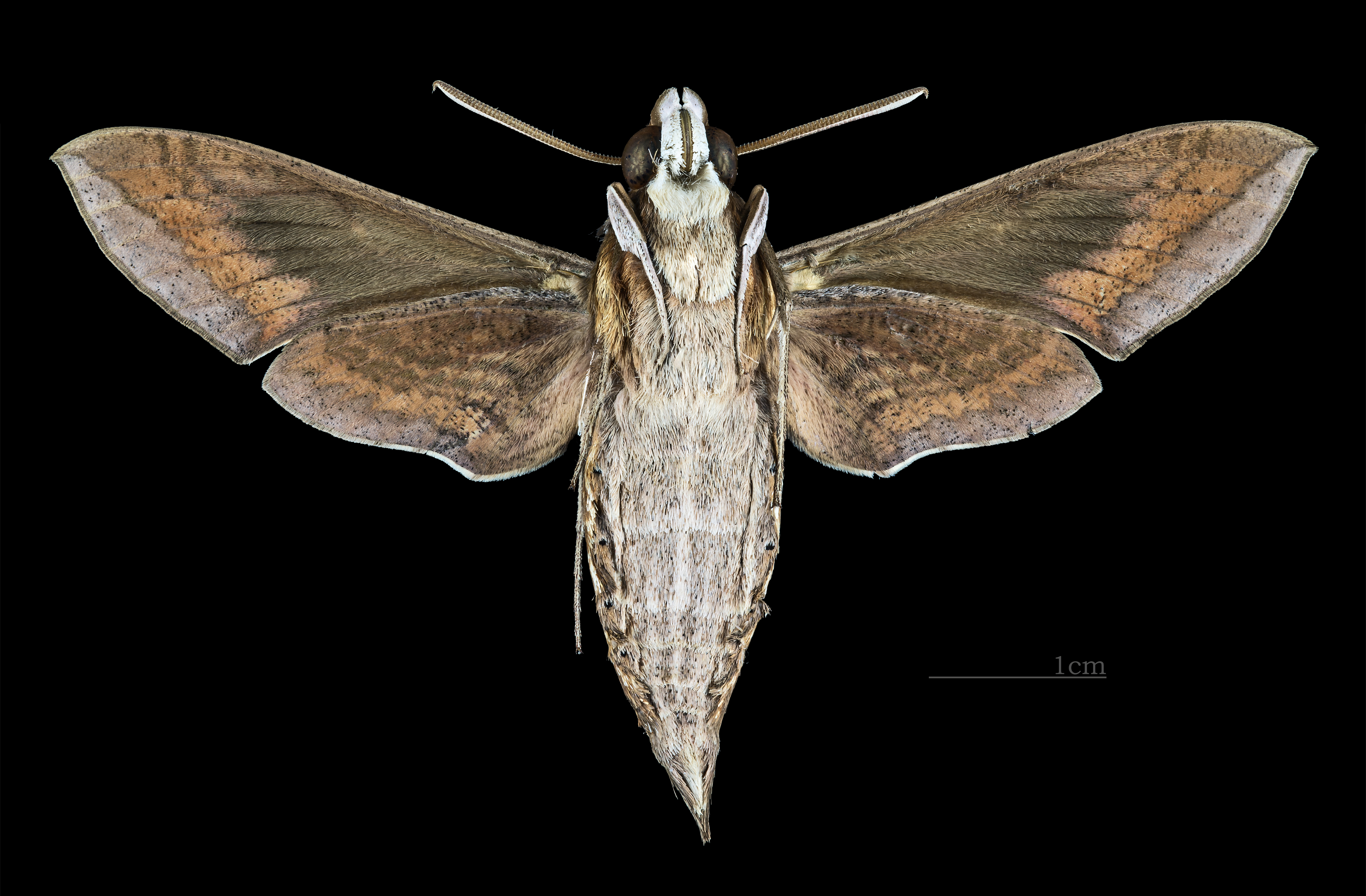
Hippotion celerio  ♂ △
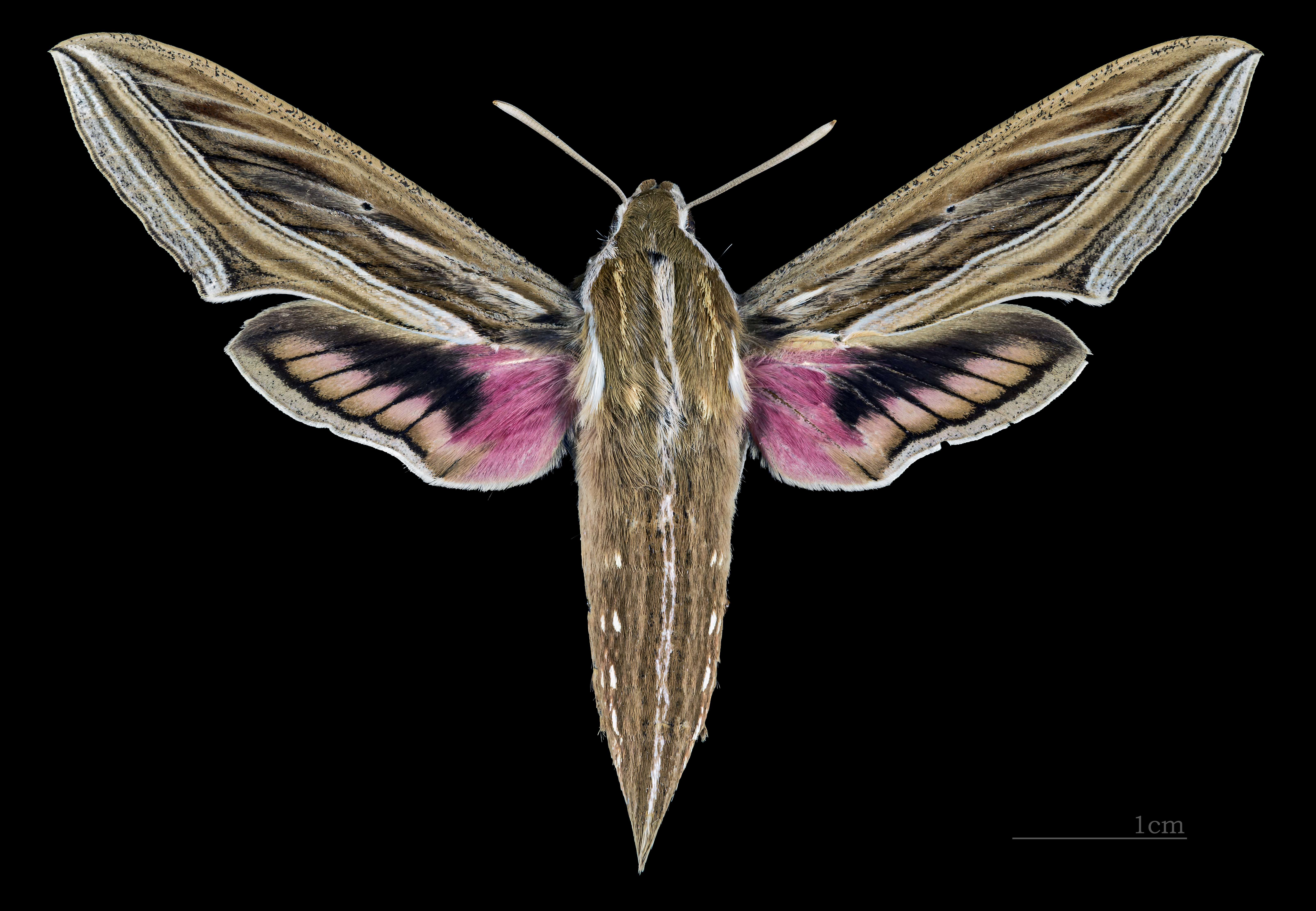
Hippotion celerio  ♀
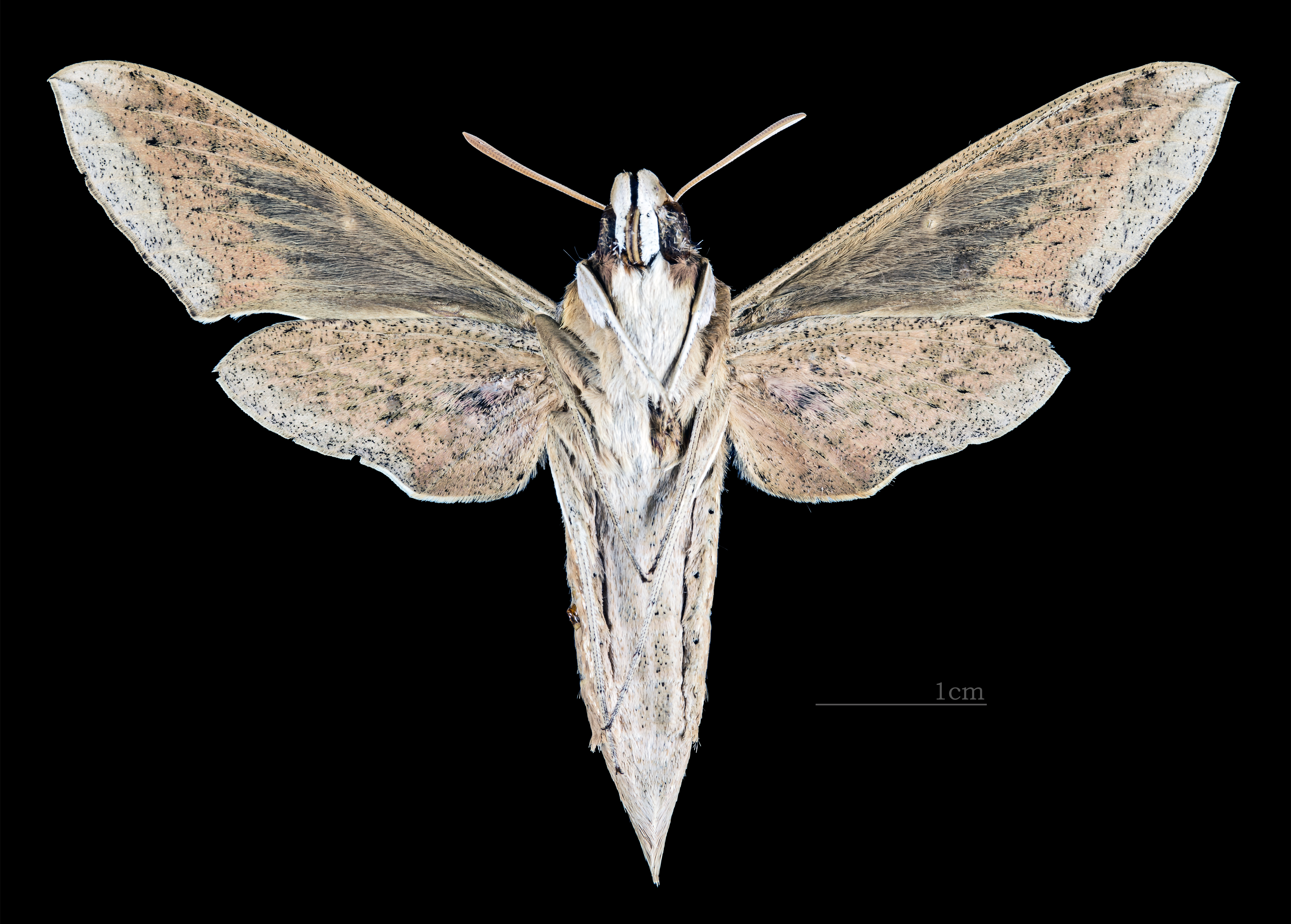
Hippotion celerio  ♀ △

## Mărime
Anvergura aripilor mari este de aproximativ 28 până la 35 mm.